# Jan Colliander
Jan Olof Colliander, född 12 april 1951, är en svensk före detta företagsledare,  styrelseledamot och styrelseordförande. 
Colliander har civilingenjörsexamen från Lunds Tekniska Högskola 1975. Han startade och var VD för Tyréns Infrakonsult AB 1992–2003, VD för Atkins Sverige AB 2004–2006. Som chef för Vägverket Konsult 2007–2008 fick Colliander i uppdrag att slå samman Banverket Projektering och Vägverket Konsult samt starta och som VD och koncernchef leda det av Svenska staten helägda Vectura Consulting AB 2009-2013.